# Instituto Butantan

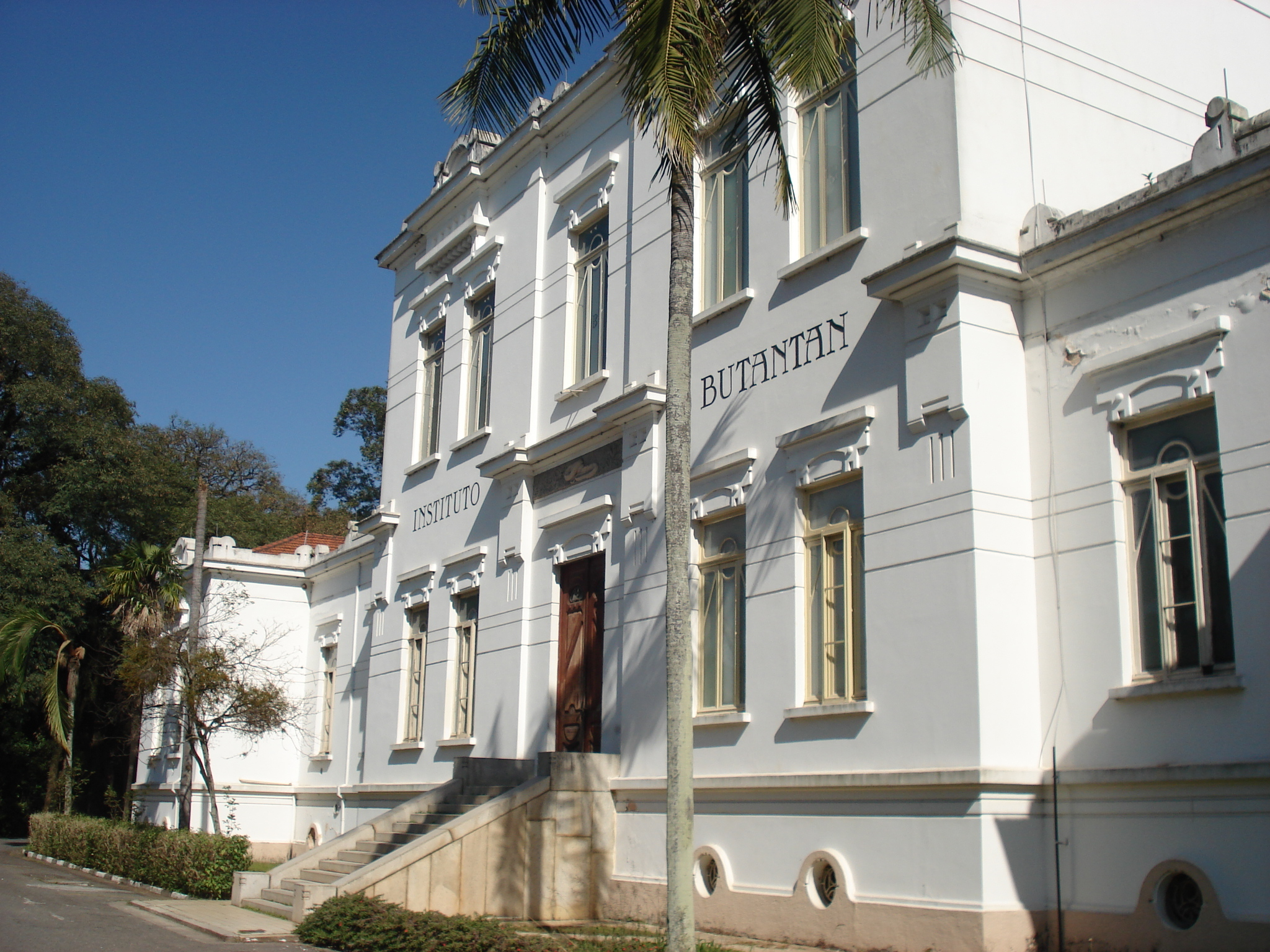
Das Instituto Butantan in São Paulo

Das Instituto Butantan (im brasilianischen Portugiesisch allgemein Instituto Butantã geschrieben und ausgesprochen) ist ein brasilianisches biomedizinisches Forschungszentrum im Distrikt Butantã in São Paulo. Es gilt als eines der wichtigsten wissenschaftlichen Zentren seiner Art und ist weltweit berühmt geworden für seine Forschungen im Bereich Schlangengifte und Impfstoffe. Erster Direktor war der Arzt Vital Brazil, der Probleme der öffentlichen Gesundheit untersuchte.

## Historie
Der Ausbruch der Beulenpest 1899 im Hafen von Santos veranlasste die Verwaltung des Bundesstaats São Paulo einzugreifen und Lösungen zu suchen. Mit der Einrichtung eines Labors, das dem bakteriologische Institut zugeordnet war (derzeit das Instituto Adolfo Lutz), wurde dazu ein entscheidender Schritt gegangen. So entstand im Jahr 1901 die Institution, auf der zuvor erworbenen Butantan-Farm, nahe dem Zentrum von São Paulo, das unter dem Namen Instituto Serumtherápico (Serologisch-Therapeutisches Institut) bekannt wurde.
Vorausgegangen war, dass das Institut Pasteur in Paris mit der Produktion des damals üblichen Anti-Pest-Serums nicht nachkam. Daher versuchte Brasilien selbst für dessen Produktion zu sorgen. Im Laufe der ersten Jahrzehnte seines Bestehens produzierte das Butantan bald auch Impfstoffe gegen diverse andere Krankheiten. Zum Beispiel gegen Tuberkulose und Keuchhusten, gegen Cholera, Tetanus und Diphtherie. Auch heute noch stellt das Butantan-Institut, das dem Staatssekretariat für Gesundheit in São Paulo untergeordnet ist, alle nötigen Impfstoffe für die Versorgung der brasilianischen Bevölkerung selbst her.
Die Produktionskapazitäten sind mit 100 Millionen Impfdosen pro Jahr so groß, dass das Institut heute der wichtigste Hersteller von Grippeimpfungen in der südlichen Hemisphäre ist. Das Institut ist auch an der Entwicklung eines Corona-Impfstoffs beteiligt.

## Schlangengift-Forschung

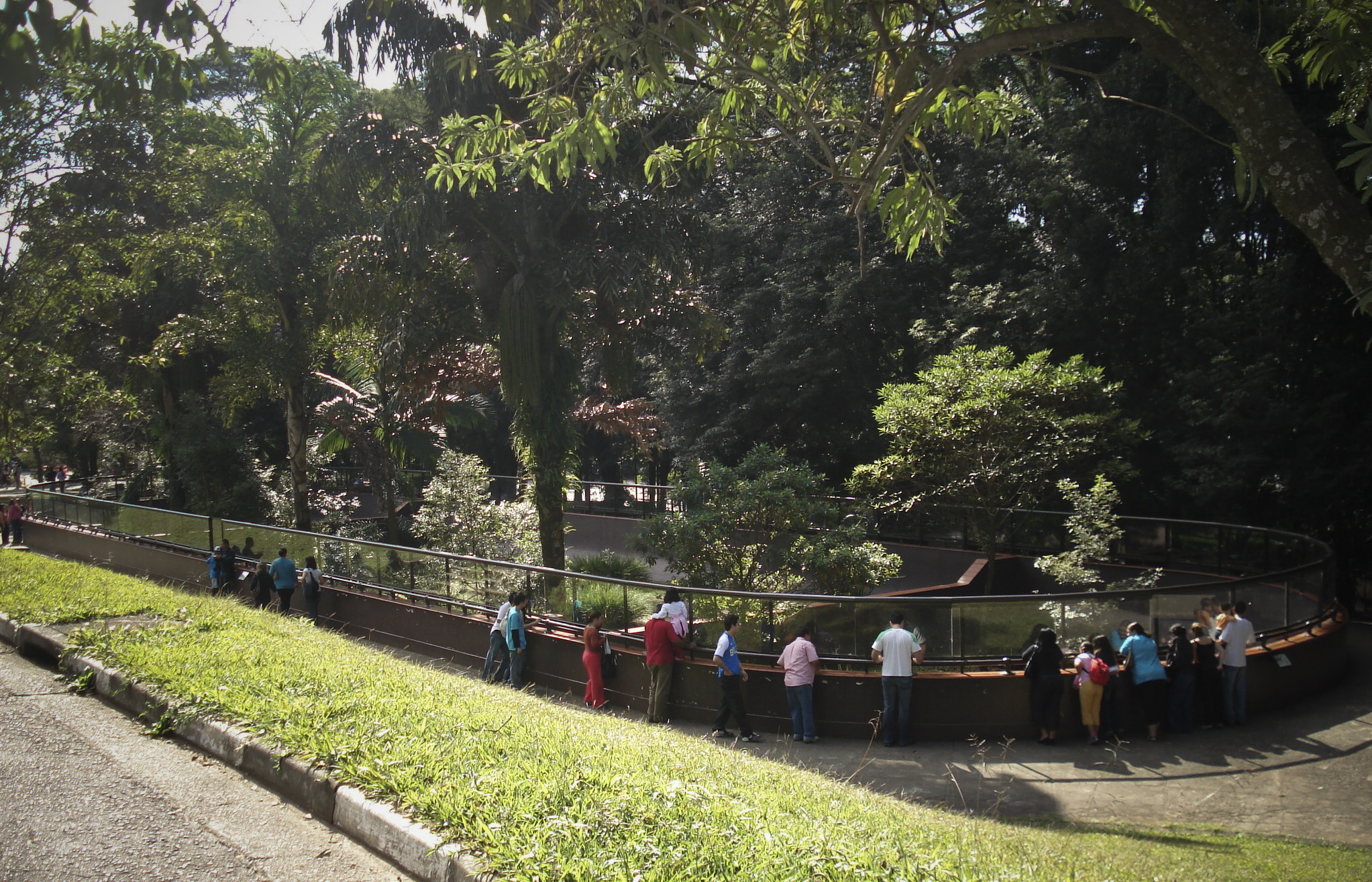
Das Reptilium im Butantan-Institut in São Paulo.

Berühmt wurde es allerdings bei der Forschung im Bereich Schlangengifte. Entwickelt wurden im Butantan unter anderem Mittel gegen die lebensgefährlichen Folgen von Schlangenbissen. Erforscht wird ferner, ob man aus Schlangengift Naturstoffe isolieren und als Medikament gegen bestimmte Krankheiten nutzen kann, beispielsweise als Schmerzmittel.
Derzeit führt das Institut Studien und Forschung in den Teilbereichen Biologie, Biomedizin, Pharmazie und Biotechnologie. Das Institut führt auch wissenschaftliche Missionen der Weltgesundheitsorganisation und der Pan American Health Organization, der UNICEF und der Vereinten Nationen durch.
Über die Forschung, der Produktion und der wissenschaftlichen Ausbildung hinaus, öffnet das Butantan seine Türen für Besucher in einem Park von 80 Hektar bestehend aus 60 % Grünfläche. Mit Museen, einem Reptilium und Affenhaus empfängt der Park des Butantan-Instituts jährlich mehr als 300.000 Besucher.

## Ziele
Neben der Produktion von Seren und Impfstoffen waren es primär Forschungsanliegen des Instituts zur Verbreitung in der Wissenschaft, wobei die Ergebnisse immer internationale Anerkennung und Zusammenarbeit brachten.